# Paratmeticus
Paratmeticus bipunctis es una especie de araña araneomorfa de la familia Linyphiidae. Es el único miembro del género monotípico Paratmeticus.

## Distribución
Es un endemismo de la Península de Kamchatka,  Sajalin y las islas Kuriles en Rusia y en Japón.